# Candelaria (Campeche)
Candelaria is een stadje in de Mexicaanse staat Campeche. Candelaria heeft 9.285 inwoners (census 2005) en is de hoofdplaats van de gemeente Candelaria.